# Карузін Петро Іванович
Петро́ Іва́нович Кару́зін (рос. Пётр Иванович Карузин; нар. 1864, Санкт-Петербург, Російська імперія — пом. 1939) — учений у галузі пластичної анатомії. Професор. Заслужений діяч науки РРФСР.

## Життєпис
Закінчив Московський університет.
Автор «Посібника з пластичної анатомії» та «Словника анатомічних термінів».
Брав участь у бальзамуванні тіла Володимира Леніна.
Дочка — Ірина Петрівна Карузіна — перша дружина професора Іллі Борисовича Збарського.